# Séguret
Séguret ist eine südfranzösische Gemeinde im Département Vaucluse in der Region Provence-Alpes-Côte d’Azur. Sie gehört zum Kanton Vaison-la-Romaine im Arrondissement Carpentras. Sie liegt 9,5 km südwestlich von Vaison-la-Romaine, etwa 20 km nordöstlich von Orange und zählt 773 Einwohner (Stand 1. Januar 2022) auf einer Fläche von 2.104 Hektar. Der Ort wurde in die Liste der schönsten Dörfer Frankreichs aufgenommen.

## Lage
Séguret liegt auf 250 m Seehöhe, unter den Dentelles de Montmirail, einem Gebirge zwischen Rhone und Mont Ventoux. Der Ort befindet sich inmitten von Weinbergen und Olivenhainen am Fuß eines zerklüfteten, von einer Burgruine besetzten Hügels. Der Dorfplatz bietet ein Panorama auf die Dentelles de Montmirail, die Ebene von Vaison-la-Romaine und das in der Ferne liegende Massif Central (Zentralmassiv).

## Sehenswürdigkeiten

### Weltliche Bauten
- Burgruine (13. Jahrhundert)
- Überreste der alten von zwei Toren und Ausfalltoren durchbrochenen Befestigungsmauer (14. Jahrhundert), die vom Dorf bis zu den Schlossruinen hinaufgeführt worden ist. Sehenswert sind die Porte de la Bise und das Portail Neuf (14. Jahrhundert), dessen Torflügel Eisenbeschläge aufweist.
- Glockenturm (17. Jahrhundert)
- mit steinernen Masken besetzter denkmalgeschützter Brunnen Fontaine des Mascarons (17. Jahrhundert)
- altes Waschhaus über dem Wildbach der Prébayon-Schlucht
- mittelalterlich anmutendes Straßennetz mit engen, kopfsteingepflasterten Gassen, die sich hügelaufwärts winden
- alte Häuser der Rue des Poternes
- Die Place des Arceaux (18. Jahrhundert) und seine alten Platanen

### Sakralbauten
- Kirche Saint-Denis (10. Jahrhundert) mit romanischem Hauptschiff
- Büßerkapelle Sainte-Thècle (18. Jahrhundert)
- Weihkapelle Notre-Dame-des-Grâces (1636) im klassizistischen französischen Stil
- Ruinen der Kapelle und des Priorats Saint-Just (1793)
- Ruine der Kapelle Notre-Dame-d′Aubusson

### Museen
- Das Musée des Santons in der Kapelle St. Thècle stellt die typischen provenzalischen tönernen Krippenfiguren aus, die in Séguret selbst von hier ansässigen, ausgebildeten Santoniers geschaffen werden. Sonderausstellungen zeigen im Dezember und Januar Weihnachtskrippen, im August Szenen des provenzalischen Lebens.

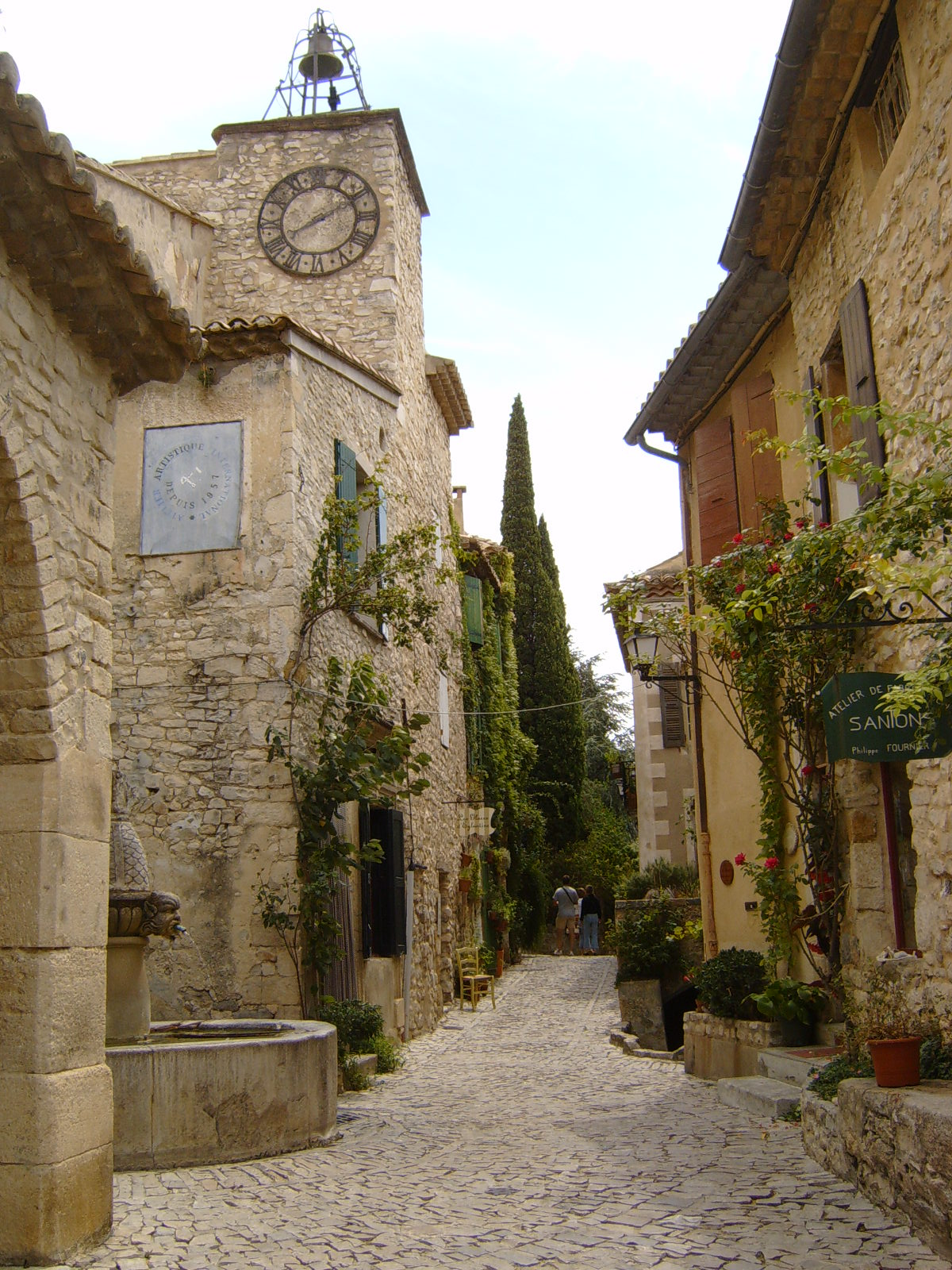
Glockenturm
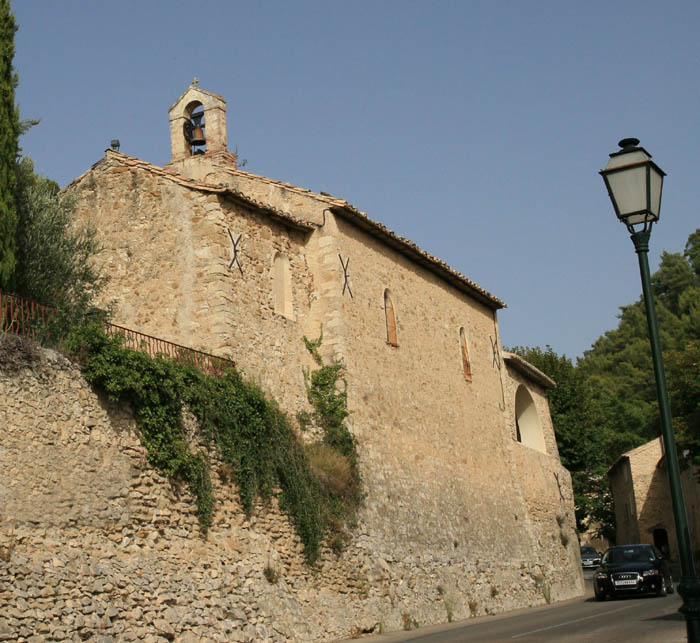
Romanische Kirche
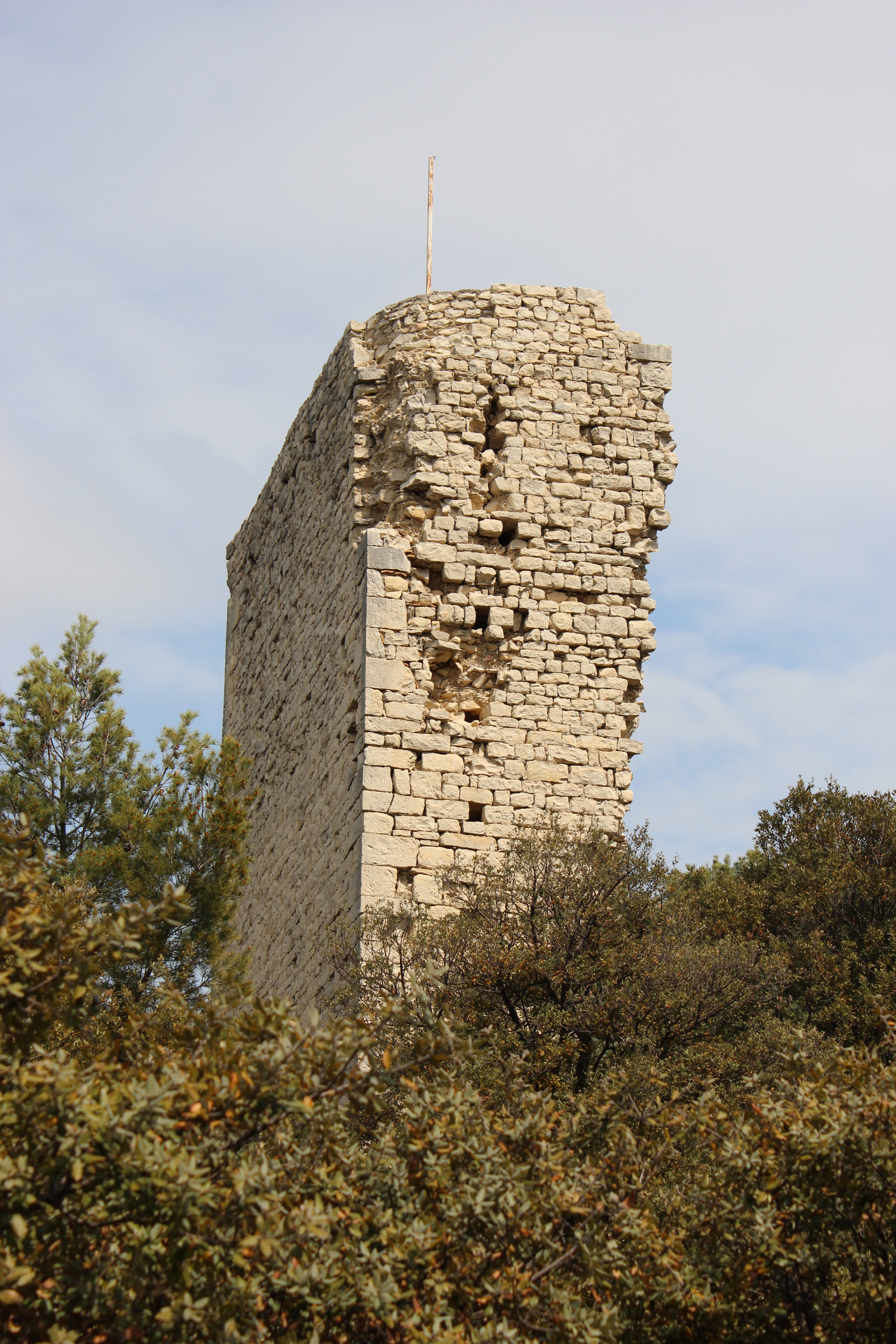
Turm der Burgruine
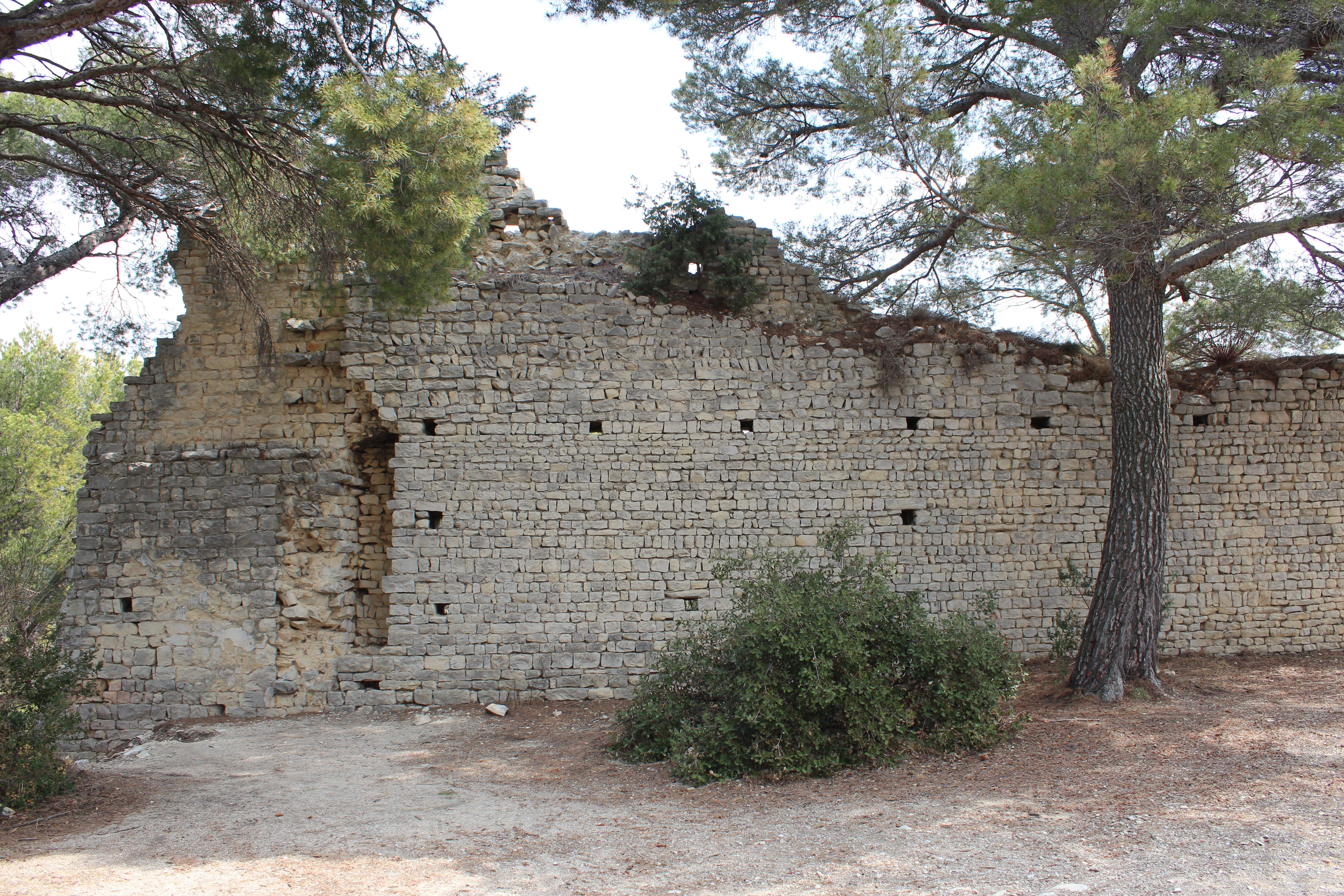
Teil der Befestigungsmauer der Burgruine
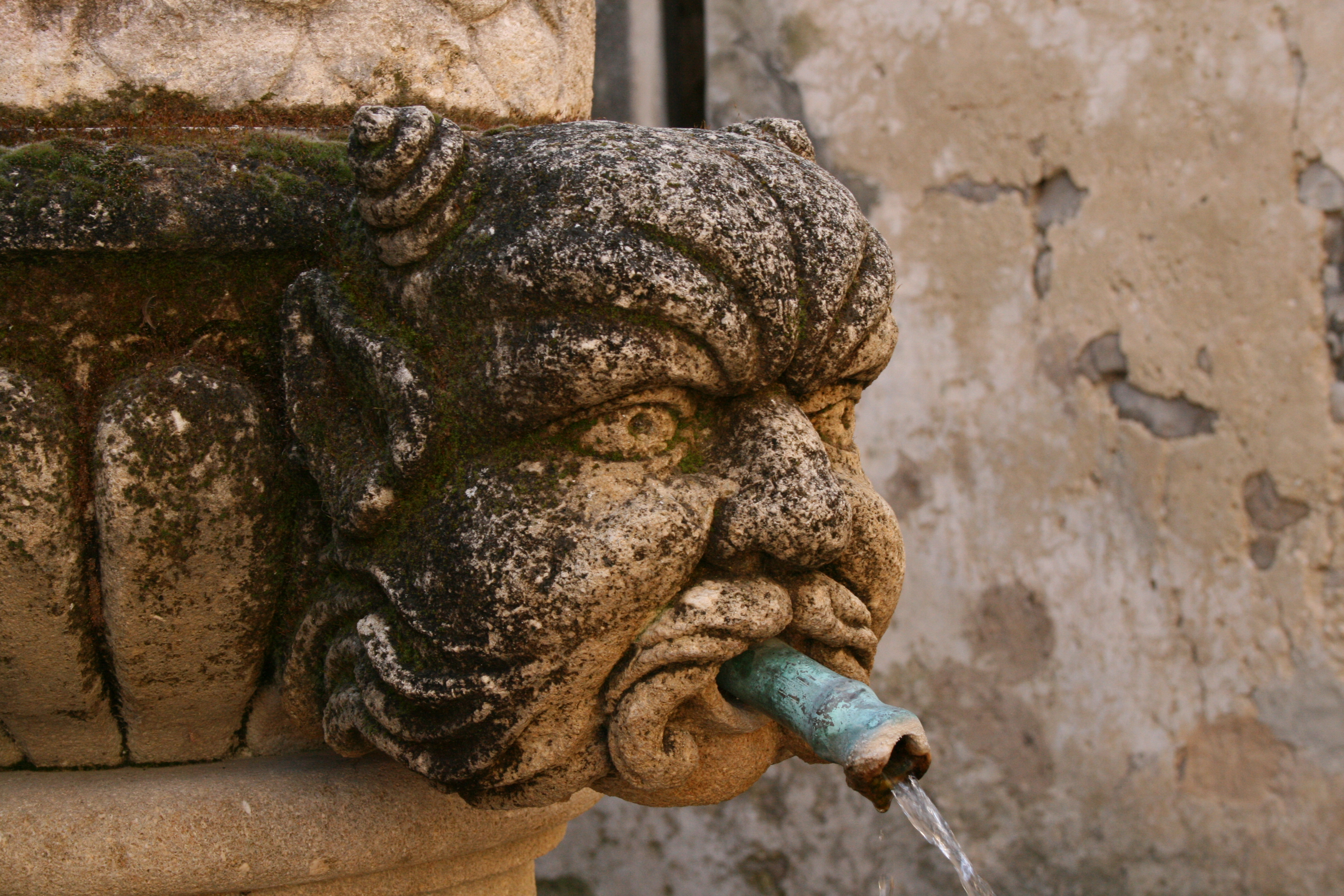
Maske am Brunnen

### Veranstaltungen
Bekannt ist Séguret insbesondere für seine provenzalische Weihnacht, die auf althergebrachte französische Bräuche und die Tradition der mittelalterlichen Mysterienspiele zurückgreift.
Wichtiger Bestandteil der provenzalischen Weihnacht ist die schon in der Adventszeit gestaltete Weihnachtskrippe. Am 4. Advent macht das Dorf mit der Journée des Traditions (dem „Tag der Traditionen“) auf sich und alte Bräuche aufmerksam. Dazu gehört das Anheizen des Gemeindebackhauses sowie die Verkostung der örtlichen Spezialitäten, der Panade, einer Art aus Brotteig gefertigten Apfeltasche und des hier angebauten Weines.
Alljährlich am Heiligen Abend wird bei Sonnenuntergang von dem Dorfältesten im Beisein der jungen „Hirten“ die ûche de Noël, der lange im Voraus für diesen Zweck sorgfältig ausgewählte, gefällte und zurechtgeschnittene Stamm eines Obstbaumes, in dem großen Kamin des Gemeindesaales entzündet. Die Tradition will, dass er drei Tage lang ununterbrochen brennen soll und das Feuer nicht erlöschen darf.
Einer der Höhepunkte der Weihnachtszeit ist die szenische Darstellung der Heiligen Nacht von Betlehem in der Staint-Denis Kirche. Paradies- oder Weihnachtsspiele, erstmals in Frankreich im 11. Jahrhundert nachgewiesen, waren später weit verbreitet. Hier wird sie von den einheimischen Ségurétains verkörpert und umfasst drei Bilder: Mariä Verkündigung, die Überbringung der frohen Botschaft an die Hirten und die Anbetung des Christuskindes im Stall von Betlehem.
Zu dem drei Tage währenden Patronatsfest im August veranstaltet die Dorfgemeinde mit mehr als einhundert kostümierten Einwohnern eine feierliche Prozession, der die traditionelle Bravade vorausgeht, ein fröhlicher, lautstark von Knallkörpern, Pfeifen und Trommeln untermalter Umzug.

## Künstlerort
In Séguret gibt es zahlreiche Künstlerateliers.
Das „Atelier de Séguret“ hat 1970 den Preis „Chefs d' oeuvre en Péril“ vom französischen Kultusministerium und dem französischen Fernsehen erhalten. „Das Atelier de Séguret hat das Ziel, Begegnungen von Künstlern der Malerei, der Bildhauerei, der graphischen Künste aller Länder, sowie besonders begabte, unter Ausschluss jeder politischen oder religiösen Tendenz zu fördern.“
In freier künstlerischer Tätigkeit arbeiteten seit 1959 mehr als 500 Künstler aus 48 Ländern, Maler, Bildhauer und Zeichner im Atelier de Séguret. Über die Künstleraufenthalte wurden vom  französischen, deutschen, kanadischen, österreichischen, Fernsehen zahlreiche Dokumentationen gedreht.

## Verkehr
Früher existierte hier ein Bahnhof an der stillgelegten Schmalspurbahn Orange-Buis-les-Baronnies. 